# Franz Varrentrapp

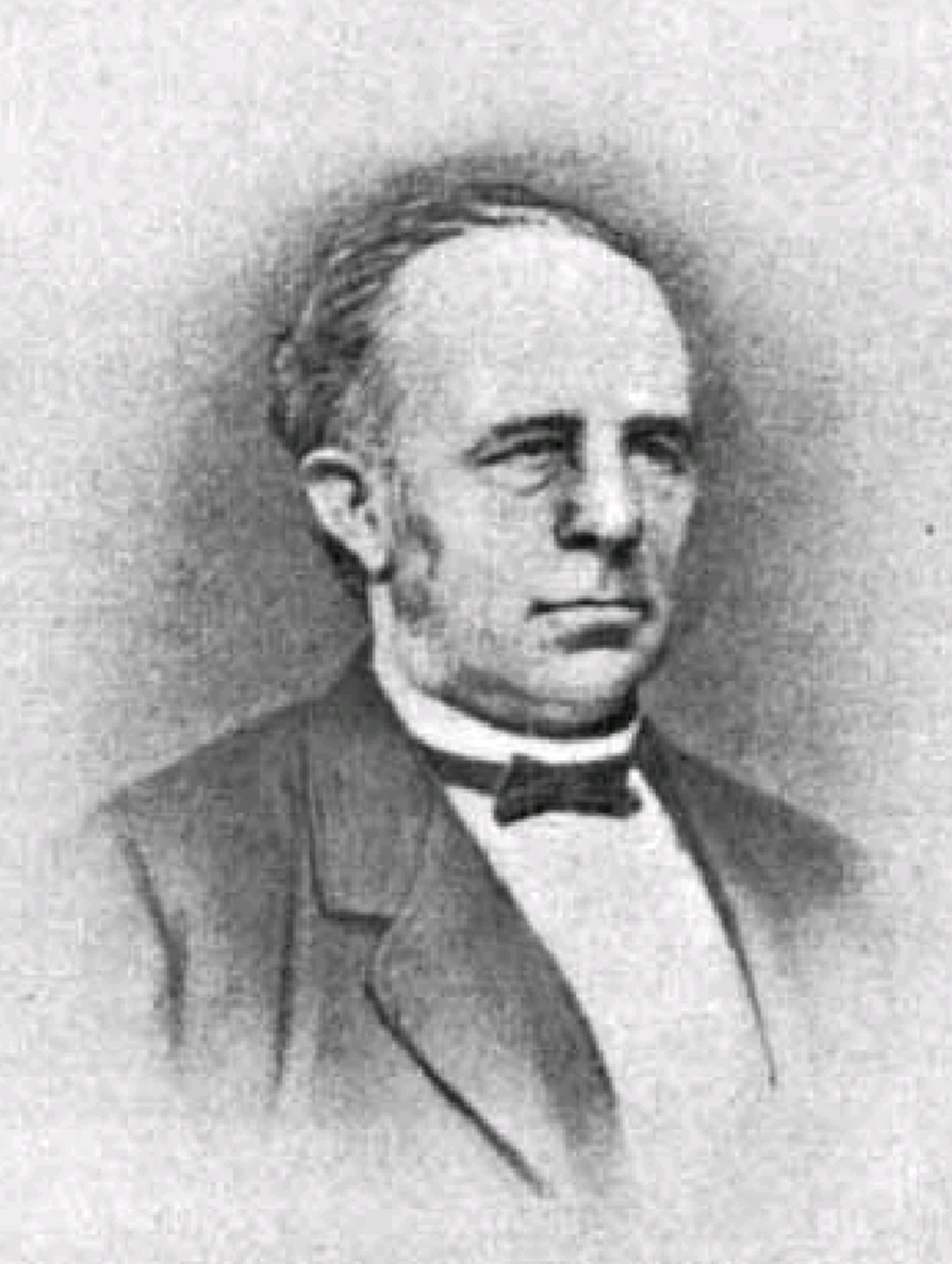

Franz Varrentrapp (* 29. August 1815 in Frankfurt am Main; † 4. März 1877 in Braunschweig) war ein deutscher Chemiker und Unternehmer.

## Leben und Werk
Der Sohn des Frankfurter Arztes Johann Conrad Varrentrapp (1779–1860) und der Maria Christina, geborene Hofmann (1785–1859) absolvierte von 1832 bis 1835 eine Apothekerlehre in Lausanne. Er arbeitete anschließend in Apotheken in Rastatt und Dresden, bevor er von 1837 bis 1839 in Berlin Chemie bei Heinrich Rose und Eilhard Mitscherlich studierte. Von 1839 bis 1840 setzte er das Studium an der Universität Gießen fort, wo er bei Justus von Liebig promovierte. In Gießen entwickelte er mit Heinrich Will die Will-Varrentrapp-Methode zur Stickstoffbestimmung. Es folgten im Herbst 1840 Forschungsreisen nach England und Schottland.

### Tätigkeit in Braunschweig
Durch Vermittlung Liebigs, der mit dem Braunschweiger Verleger Eduard Vieweg befreundet war, wurde Varrentrapp im November 1841 Sekretär des Gewerbevereins in Braunschweig. Dort unterstützte er als Wirtschaftsberater Industrielle und Gewerbetreibende. Er regte die Konservierung von Spargel in Metalldosen an und begründete damit die später florierende Braunschweiger Konservenindustrie. Im Jahre 1843 heiratete er in Frankfurt am Main Elisabeth Kellner († 1850). Im Jahr darauf wurde er aufgrund einer Vakanz Lehrer für Physik und Chemie am Anatomisch-Chirurgischen Institut. 1846 wurde er zum Professor und 1850 zum Berghandlungs-Kommissar und Münzprüfer ernannt. Beide Aufgaben übte er bis zur Einstellung des Münzbetriebs 1860 bzw. bis zur Auflösung des Anatomischen Instituts 1869 aus. 1852 heiratete er in zweiter Ehe Dorette Krüger in Braunschweig. Einen Ruf an das neu gegründete Aachener Polytechnikum lehnte er 1868 ab. Varrentrapp nahm hingegen das Angebot seines Freundes Heinrich Vieweg an, Teilhaber der Verlage „Friedrich Vieweg und Sohn“ sowie „Gebrüder Vieweg“ zu werden. Er starb 1877 nach längerer Krankheit in Braunschweig.

### Sonstiges
Nach ihm sind die Varrentrappstraße in Braunschweig und Frankfurt am Main benannt.

In Frankfurt befindet sich an deren Einmündung in die Theodor-Heuss-Allee der Sitz der Deutschen Bunsen-Gesellschaft für Physikalische Chemie.

## Familie
Varrentrapp heiratete am 9. Oktober 1843 in Frankfurt Elisabeth Kellner (1819–1850). Das Paar hatte mehrere Kinder:
- Conrad (1844–1911), Professor für Geschichte in Bonn ⚭ Caroline Beneke (* 1854)
- August Wilhelm (* 1853), Landbaurat in Königsberg ⚭ 1880 Minka Heinz (* 1856)

Nach dem Tod seiner ersten Frau heiratete er am 15. Juli 1852 in Braunschweig Dorothea Krüger (1832–1899). Das Paar hatte mehrere Kinder:
- Albert Johannes (* 1856), Kaufmann ⚭ 1888 Katharina Helene Forsthövel (* 1859)
- Georg Eduard (1857–1858)
- Sohn (1860–1860)
- Friedrich Gustav (* 1863), Hauptmann ⚭ 1892 Maria Christiane Elisabeth Noll (* 1868)
- Sohn (1864–1864)
- Eduard (1869–1928), deutscher Konteradmiral ⚭ 1904 Anna Mathilde Weydt (* 1879)
- Elisabeth (1870–1937)